# Mosquiter camagrís
El mosquiter camagrís (Phylloscopus plumbeitarsus) és una espècie d'ocell de la família dels fil·loscòpids (Phylloscopidae). Es troba a l'est asiàtic. Nidifica a Mongòlia, Manxúria, el sud de Sibèria Oriental i Corea del Nord, i es desplaça al sud per passar l'hivern a la regió compresa des del sud de la Xina, inclosa l'illa de Hainan, fins a Indoxina i el nord de la península de Malaca. Els seus hàbitats principals són els boscos boreals, els boscos temperats, els boscos tropicals i subtropicals de frondoses humits de les terres baixes, els manglars, els matollars de muntanya, els matollars temperats, les zones riberenques, les terres llaurades, les plantacions i els jardins rurals. El seu estat de conservació es considera de risc mínim.